# Manhattan Routing
Der Begriff Manhattan Routing beschreibt zum einen spezielle Art von Verbindungslinien in grafischen Modellierungswerkzeugen zum anderen auch einen Algorithmus zur Berechnung von Netzen beim VLSI Design für integrierte Schaltungen. 
Der Name Manhattan Routing ist von der grafischen Ähnlichkeit zum Straßennetz von Manhattan abgeleitet, bei dem die meisten Straßen nahezu rechtwinklig und mit ähnlichen Abständen zueinander verlaufen.

## Manhattan Routing in grafischen Modellierungswerkzeugen
In grafischen Modellierungswerkzeugen bezeichnet man mit Manhattan Routing das Layout von Verbindungslinien, bei dem ausschließlich horizontale und vertikale Linien mit rechtwinkligen Abzweigungen/Abbiegungen und festen Abständen zueinander verwendet werden können. Dabei ist es meist nicht relevant ob sich Linien kreuzen oder überdecken dürfen oder nicht. Üblicherweise liegt einem Manhattan Routing ein Gitter oder Raster mit fixen Abständen zugrunde auf dem die Linien verlaufen.  
Der Begriff Manhattan Routing taucht in diesem Zusammenhang u. a. beim grafischen Editorframework Eclipse GEF auf. 
Das Manhattan Routing findet in vielen aktuellen grafischen Modellierungswerkzeugen Verwendung. Bekannte Vertreter sind das Eclipse GEF, Simulink oder auch ASCET.